# Master of the Moon
Albums de Dio
Killing the Dragon
(2002)
Master of the Moon est le 10e album studio du groupe de heavy metal américain Dio sorti en 2004.

## Liste des pistes
- Paroles & Mélodies par Ronnie James Dio.
- Musique indiquée ci-dessous.

1. One More for the Road - 3:18 - (Dio)
2. Master of the Moon - 4:19 - (Dio)
3. The End of the World - 4:39 - (Dio)
4. Shivers - 4:15 - (Dio)
5. The Man Who Would Be King - 4:58 - (Dio)
6. The Eyes - 6:27 - (Dio)
7. Living the Lie - 4:28 - (Dio, Wright, Goldy)
8. I Am - 8:00 - (Dio)
9. Death by Love - 4:21 - (Dio, Wright, Goldy, Garric)
10. In Dreams - 4:26 - (Dio)
11. The Prisoner Of Paradise (Bonus) - 4:01 - (Dio)

### Composition du groupe
- Ronnie James Dio: Chants
- Craig Goldy: Guitare & claviers
- Jeff Pilson: Basse
- Simon Wright: Batterie
- Scott Warren: Claviers

### Charte

#### Album chart positions
| Année | Album              | Chart positions | Chart positions           |
| ----- | ------------------ | --------------- | ------------------------- |
| Année | Album              | Billboard 200   | US Top Independent Albums |
| 2004  | Master of the Moon | #48             | #7                        |